# Crooked Rain, Crooked Rain
Crooked Rain, Crooked Rain è il secondo disco realizzato dal gruppo indie rock statunitense Pavement.
Pubblicato il 2 febbraio del 1994, dalla Matador/Atlantic, l'album venne poi distribuito in Europa attraverso la Domino/Big Cat.

## Realizzazione
Scritto interamente da Stephen Malkmus, con la sola eccezione del brano Hit the Plane Down firmato da Scott Kannberg, il disco venne poi registrato tra agosto e settembre del 1993 presso il Random Falls Studio di New York e sancì, musicalmente, un allontanamento della band dai territori impervi del lo-fi verso una forma-canzone più accessibile, rivelando una diversa cifra stilistica del quintetto decisamente più classica e tradizionale e che, a tratti, sembrava quasi strizzare l'occhio al rock mainstream da classifica come, ad esempio, nel caso del singolo Cut Your Hair.
Crooked Rain viene ricordato anche per essere, di fatto, il primo long playing della band registrato come quintetto. Durante il tour promozionale del precedente album Slanted and Enchanted, infatti, i Pavement erano diventati una band a tutti gli effetti avendo arruolato, a tempo pieno, il bassista Mark Ibold (fan della prima ora della band) ed il percussionista Bob Nastanovich (già road manager del gruppo), oltre ad aver sostituito l'eccentrico ed ingestibile Gary Young con Steve West nel ruolo di batterista.
Prodotto dalla stessa band, l'album fu un successo sia di critica che dal punto di vista commerciale arrivando a vendere quasi 500 000 copie e debuttando alla posizione numero 27 della Official Albums Chart, la classifica inglese degli album più venduti. La foto al centro della copertina venne tratta dal numero di marzo 1978 della rivista National Geographic Magazine mentre, con le prime 1000 copie del vinile, venne incluso anche un 7" con i brani Haunt You Down e Jam Kids.
La rivista Rolling Stone ha inserito il disco al 210º posto nella sua lista dei 500 migliori album di sempre e al numero 10 fra i migliori degli anni novanta. Nel settembre del 2010, invece, il brano Gold Soundz è stato nominato come miglior canzone degli anni novanta dalla webzine Pitchfork.
Il 26 ottobre del 2004, la Matador, pubblicò un'edizione ampliata (2CD) dell'album, uscita con il titolo Crooked Rain, Crooked Rain: LA's Desert Origins e che contiene l'intero disco, più altre 37 canzoni della band registrate in quel periodo, di cui 25 inedite.

## Tracce
1. Silence Kid – 3:01
2. Elevate Me Later – 2:51
3. Stop Breathin – 4:28
4. Cut Your Hair – 3:07
5. Newark Wilder – 3:53
6. Unfair – 2:33
7. Gold Soundz – 2:41
8. 5-4=Unity – 2:09
9. Range Life – 4:54
10. Heaven is a Truck – 2:30
11. Hit the Plane Down – 3:36
12. Fillmore Jive – 6:38

## Singoli
Tre singoli vennero estratti dall'album: Cut Your Hair uscito l'11 febbraio del 1994, Gold Soundz pubblicato il 19 giugno dello stesso anno e Range Life pubblicato solo in Europa, nel gennaio del 1995.

### Cut Your Hair
- US CD/7" Matador Records[10]

1. Cut Your Hair - 3:09
2. Camera (cover dei REM) - 3:47
3. Stare - 2:54

- UK CD/7" Big Cat

1. Cut Your Hair - 3:10
2. Camera (cover dei REM) - 3:48
3. Stare - 2:54

### Gold Soundz
- US CD/7" Matador Records[11]

1. Gold Soundz - 2:41
2. Kneeling Bus - 1:36
3. Strings of Nashville - 3:49
4. Exit Theory (Edit) - 1:10

- UK CD/7" Big Cat

1. Gold Soundz - 2:41
2. Kneeling Bus - 1:36
3. Strings of Nashville - 3:49
4. Exit Theory (Edit) - 1:10

### Range Life
- UK CD/7" Big Cat[12]

1. Range Life - 5:00
2. Raft - 3:47
3. Coolin' By Sound - 2:52

## Formazione
- Stephen Malkmus - voce, chitarra
- Scott Kannberg - chitarra, voce
- Mark Ibold - basso
- Steve West - batteria
- Bob Nastanovich – percussioni